# Horisme brunnea
Horisme brunnea là một loài bướm đêm trong họ Geometridae.